# Ville spéciale du Japon
Les villes spéciales (特例市, Tokureishi), officiellement traduit en anglais par Special cities, sont des villes au statut particulier au Japon. Celui-ci, créé à partir de 2000 par l'article 252-26-3 de la loi d'autonomie locale, est décerné par le Cabinet (le gouvernement central) sur demande du conseil municipal et de l'assemblée préfectorale dans laquelle la municipalité concernée se trouve. Pour effectuer cette requête, la ville doit avoir une population légale d'au moins 200 000 habitants. 

## Compétences particulières
En plus des compétences normalement attribuées aux autres villes, les villes spéciales se voient transférer sous leur contrôle un certain nombre de compétences relevant traditionnellement de l'échelon préfectoral dans les domaines suivants :
- Affaires civiles, sociales, sanitaires et éducatives : gestion des dossiers qui concernent spécifiquement la ville, pas de réelle compétence transférée ;
- Planification urbaine : permis concernant la création de zones de développements urbains, de quartiers, de zones d'activité, de centres d'affaires, le plan de développement urbain, permis de construire, gestion du cadastre, politique du logement, aménagements pour les personnes âgées et handicapées ;
- Protection de l'environnement : réglementation en matière de bruit, d'odeur et de vibration, gestion de la qualité de l'eau.

Deux autres statuts avec des compétences supplémentaires existent également au-dessus des villes spéciales :
- les villes noyaux: villes de plus de 300 000 habitants (une condition géographique, celle d'avoir un territoire supérieur ou égal à 100 km2, existait initialement, mais il fut supprimé par la réforme de la loi d'autonomie locale en 2003 pour ne conserver que la condition démographique[2]) ;
- les villes désignées par ordonnance gouvernementale : villes de plus de 500 000 habitants reconnues comme métropoles d'envergure régionale, nationale ou internationale.

## Les Villes spéciales actuelles
Les dix premières villes spéciales ont été désignées le 1er novembre 2000. Aujourd'hui, et depuis le 1er avril 2011, elles sont au nombre de 41. En gras et italique sont indiquées les villes qui remplissent les conditions pour obtenir le statut de ville noyau. 
| Régions | Préfectures | Villes spéciales | Date de désignation | Population (01/05/2009) | Superficie (km2) | Densité (hab./km2) |
| ------- | ----------- | ---------------- | ------------------- | ----------------------- | ---------------- | ------------------ |
| Tōhoku  | Aomori      | Hachinohe        | 1er octobre 2001    | 238 729 hab.            | 305,19           | 782,23             |
| Tōhoku  | Yamagata    | Yamagata         | 1er avril 2001      | 254 425 hab.            | 381,34           | 667,19             |
| Kantō   | Ibaraki     | Mito             | 1er avril 2001      | 264 245 hab.            | 217,43           | 1 215,3            |
| Kantō   | Ibaraki     | Tsukuba          | 1er avril 2007      | 209 388 hab.            | 284,07           | 737,1              |
| Kantō   | Gunma       | Isesaki          | 1er avril 2007      | 205 022 hab.            | 139,33           | 1 471,5            |
| Kantō   | Gunma       | Ōta              | 1er avril 2007      | 214 971 hab.            | 176,49           | 1 218,04           |
| Kantō   | Saitama     | Kawaguchi        | 1er avril 2001      | 500 767 hab.            | 55,75            | 8 982,4            |
| Kantō   | Saitama     | Tokorozawa       | 1er avril 2002      | 339 690 hab.            | 71,99            | 4 718,6            |
| Kantō   | Saitama     | Koshigaya        | 1er avril 2003      | 322 410 hab.            | 60,31            | 5 345,9            |
| Kantō   | Saitama     | Sōka             | 1er avril 2004      | 240 047 hab.            | 27,42            | 8 754,45           |
| Kantō   | Saitama     | Kasukabe         | 1er avril 2008      | 235 985 hab.            | 65,98            | 3 576,6            |
| Kantō   | Saitama     | Kumagaya         | 1er avril 2009      | 204 251 hab.            | 159,88           | 1 277,5            |
| Kantō   | Kanagawa    | Odawara          | 1er novembre 2000   | 198 361 hab.            | 114,09           | 1 738,6            |
| Kantō   | Kanagawa    | Yamato           | 1er novembre 2000   | 225 164 hab.            | 27,06            | 8 320,9            |
| Kantō   | Kanagawa    | Hiratsuka        | 1er avril 2001      | 260 381 hab.            | 67,83            | 3 838,7            |
| Kantō   | Kanagawa    | Atsugi           | 1er avril 2002      | 226 195 hab.            | 93,83            | 2 410,7            |
| Kantō   | Kanagawa    | Chigasaki        | 1er avril 2003      | 233 508 hab.            | 35,71            | 6 539              |
| Chūbu   | Niigata     | Jōetsu           | 1er avril 2007      | 204 225 hab.            | 973,32           | 209,8              |
| Chūbu   | Niigata     | Nagaoka          | 1er avril 2007      | 279 380 hab.            | 840,88           | 332,25             |
| Chūbu   | Fukui       | Fukui            | 1er novembre 2000   | 267 602 hab.            | 536,17           | 499,1              |
| Chūbu   | Yamanashi   | Kōfu             | 1er novembre 2000   | 198 239 hab.            | 212,41           | 933,28             |
| Chūbu   | Nagano      | Matsumoto        | 1er novembre 2000   | 226 402 hab.            | 919,35           | 246,26             |
| Chūbu   | Shizuoka    | Numazu           | 1er novembre 2000   | 205 232 hab.            | 187,11           | 1 096,85           |
| Chūbu   | Shizuoka    | Fuji             | 1er avril 2001      | 253 843 hab.            | 245,02           | 1 036              |
| Chūbu   | Aichi       | Kasugai          | 1er avril 2001      | 302 224 hab.            | 92,71            | 3 259,9            |
| Chūbu   | Aichi       | Ichinomiya       | 1er avril 2002      | 377 984 hab.            | 113,91           | 3 318,3            |
| Kinki   | Mie         | Yokkaichi        | 1er novembre 2000   | 306 842 hab.            | 205,53           | 1 492,9            |
| Kinki   | Ōsaka       | Hirakata         | 1er avril 2001      | 406 741 hab.            | 65,08            | 6 249,9            |
| Kinki   | Ōsaka       | Ibaraki          | 1er avril 2001      | 273 134 hab.            | 76,52            | 3 569,45           |
| Kinki   | Ōsaka       | Neyagawa         | 1er avril 2001      | 238 556 hab.            | 24,73            | 9 646,4            |
| Kinki   | Ōsaka       | Suita            | 1er avril 2001      | 355 107 hab.            | 36,11            | 9 834              |
| Kinki   | Ōsaka       | Toyonaka         | 1er avril 2001      | 388 353 hab.            | 36,38            | 10 674,9           |
| Kinki   | Ōsaka       | Yao              | 1er avril 2001      | 271 317 hab.            | 41,71            | 6 504,8            |
| Kinki   | Ōsaka       | Kishiwada        | 1er avril 2002      | 199 708 hab.            | 72,24            | 2 764,5            |
| Kinki   | Hyōgo       | Akashi           | 1er avril 2002      | 292 986 hab.            | 49,25            | 5 949              |
| Kinki   | Hyōgo       | Kakogawa         | 1er avril 2002      | 267 970 hab.            | 138,51           | 1 934,7            |
| Kinki   | Hyōgo       | Takarazuka       | 1er avril 2003      | 223 965 hab.            | 101,8            | 2 200              |
| Chūgoku | Hiroshima   | Kure             | 1er novembre 2000   | 243 392 hab.            | 353,76           | 688,01             |
| Chūgoku | Tottori     | Tottori          | 1er octobre 2005    | 198 334 hab.            | 765,66           | 259,04             |
| Kyūshū  | Nagasaki    | Sasebo           | 1er avril 2001      | 252 406 hab.            | 364              | 693,42             |

## Anciennes et éventuelles futures villes spéciales

### Les anciennes villes spéciales
- Hakodate (Hokkaidō)

Devenue une ville spéciale le 1er novembre 2000 avant d'obtenir le statut de ville noyau le 1er octobre 2005.
- Shimizu (Shizuoka)

Devenue une ville spéciale le 1er avril 2001. Le 1er avril 2003, la municipalité a fusionné avec la vieille ville noyau de Shizuoka pour former la nouvelle ville noyau de Shizuoka. Celle-ci a obtenu le 1er avril 2005 le statut de ville désignée et l'ancienne ville de Shimizu devient l'un des arrondissements de cette dernière.
- Shimonoseki (Yamaguchi)

Devenue une ville spéciale le 1er avril 2002. Elle conserve ce statut le 13 février 2005 après avoir absorbé les anciens bourgs voisins de Kikugawa, Toyota, Toyoura et Hōhoku pour former la nouvelle ville de Shimonoseki qui obtient dès le 1er octobre suivant le statut de ville noyau.
- Morioka (Iwate)

Devenue une ville spéciale le 1er novembre 2000 et a obtenu le statut de ville noyau le 1er avril 2008.
- Kurume (Fukuoka)

Devenue une ville spéciale le 1er avril 2001 et a obtenu le statut de ville noyau le 1er avril 2008.
- Maebashi (Gunma)

Devenue une ville spéciale le 1er avril 2001 et a obtenu le statut de ville noyau le 1er avril 2009.
- Ōtsu (Shiga)

Devenue une ville spéciale le 1er avril 2001 et a obtenu le statut de ville noyau le 1er avril 2009.
- Amagasaki (Hyōgo)

Devenue une ville spéciale le 1er avril 2001 et a obtenu le statut de ville noyau le 1er avril 2009.
- Takasaki (Gunma)

Devenue une ville spéciale le 1er avril 2001 et a obtenu le statut de ville noyau le 1er avril 2011.

### Villes remplissant les conditions pour devenir ville spéciale
Au 7 juin 2009, huit villes remplissent la condition démographique pour devenir une ville spéciale mais n'ont pas encore été désignées en tant que telle et ne sont pas encore programmées pour le devenir. Les populations données sont, sauf mention contraire, celles fournies par le Bureau des statistiques japonais au 1er mai 2009. 
| - Ageo (Saitama, 223 151 hab.) - Chōfu (Tōkyō, 223 648 hab.) - Saga (Saga, 238 241 hab.) | - Fuchū (Tōkyō, 252 729 hab.) - Tokushima (Tokushima, 264 441 hab.) - Ichihara (Chiba, 279 493 hab.) | - Tsu (Mie, 287 138 hab.) - Fukushima (Fukushima, 294 183 hab.) |